# Sıdıklıbüyükoba, Kırşehir
Sıdıklıbüyükoba là một xã thuộc thành phố Kırşehir, tỉnh Kırşehir, Thổ Nhĩ Kỳ. Dân số thời điểm năm 2010 là 186 người.